# Annicéris
Annicéris est un philosophe de l'école cyrénaïque, actif à Alexandrie au IVe siècle av. J.-C.

## Notice historique
Disciple d'Aristippe de Cyrène, il plaçait le souverain bien dans le plaisir, mais en recommandant la recherche des jouissances intellectuelles et morales.